# Nereis mossambica
Nereis mossambica är en ringmaskart som beskrevs av Francis Day 1957. Nereis mossambica ingår i släktet Nereis och familjen Nereididae. Inga underarter finns listade i Catalogue of Life.